# Ricardo Martinelli
Ricardo Alberto Martinelli Berrocal (født 11. marts 1952) er en Panamansk politiker og forretningsmand, der var den 49. præsident for Panama fra 2009 til 2014.